# سنگ قبر آرزو
نفرین یا سنگ قبر آرزو یا آسمان چشم او یکی از ترانه‌های معروف در ایران به خوانندگی آرتوش با ملودی از پرویز مقصدی و ترانه‌ی پرویز وکیلی است.

## بازخوانی
این ترانه بعدها توسط هوشمند عقیلی، حمید خندان (در فیلم قلب‌های ناآرام)، محمد معتمدی (در تیتراژ پایانی سریال لحظهٔ گرگ و میش) و یوسف تیموری بازخوانی شد.